# Haribon Chebani
Haribon Chebani ist ein komorischer Politiker (Comorian Union for Progress).
Haribon Chebani war provisorischer Präsident der Komoren vom 26. November 1989 bis 27. November 1989. Zuvor war er Vorsitzender des Obersten Gerichtshofs. Chebani folgte Ahmed Abdallah am selben Tag, als dieser ermordet wurde. Er war auch Mitglied der gleichen Partei. Am 27. November wurde er von Bob Denard gestürzt, der sich am 15. Dezember den französischen Truppen ergab.